# Horizons
Ne doit pas être confondu avec Nouveaux Horizons.
Pour l’article ayant un titre homophone, voir Horizon.
 (février 2024).
Horizons (HOR) est un parti politique français de centre droit fondé en 2021 par le maire du Havre et ancien Premier ministre Édouard Philippe. Au sein d'Ensemble, le parti obtient assez de députés aux élections législatives de 2022 puis de 2024 pour former un groupe parlementaire.

## Histoire
Horizons est présenté le 9 octobre 2021 au Havre, par Édouard Philippe, maire de la ville depuis 2010 et Premier ministre entre 2017 et 2020. Des représentants des partis La République en marche, Agir, MoDem, La France audacieuse, UDI et du mouvement d'élus locaux La République des maires sont présents à ce meeting. Au total, 3 000 personnes y assistent, dont 160 maires et 600 élus locaux.
En 2022, le parti s'installe au 30 avenue d'Iéna à Paris, dans l'immeuble qui abritait le quartier général de la campagne présidentielle de Jacques Chirac en 1995.
Le 14 janvier 2022 est officialisé le refus d'Agir de fusionner avec Horizons, ce qui a pour impact la non-participation du parti aux réunions d'Ensemble citoyens, créé quelques semaines plus tôt, le parti ayant comme volonté de s'appuyer sur l'échelon municipal pour sa structuration. Emmanuel Macron aurait[évasif] demandé à Franck Riester, dirigeant d'Agir, d'empêcher cette fusion.
Le 15 janvier 2022 est annoncée la création de 130 comités municipaux.
Le 19 janvier 2022, Édouard Philippe annonce qu'Horizons réintègre Ensemble citoyens.
La formation obtient 58 investitures de la majorité présidentielle pour les élections législatives de 2022, contre 400 pour LREM et une centaine pour le MoDem.
Les 16 et 17 septembre 2022, le parti tient la première édition de ses journées parlementaires et de son « assemblée des maires » à Fontainebleau, dans le théâtre municipal,,. Christian Estrosi y est élu président de l'assemblée des maires, et devient ainsi numéro deux d'Horizons.

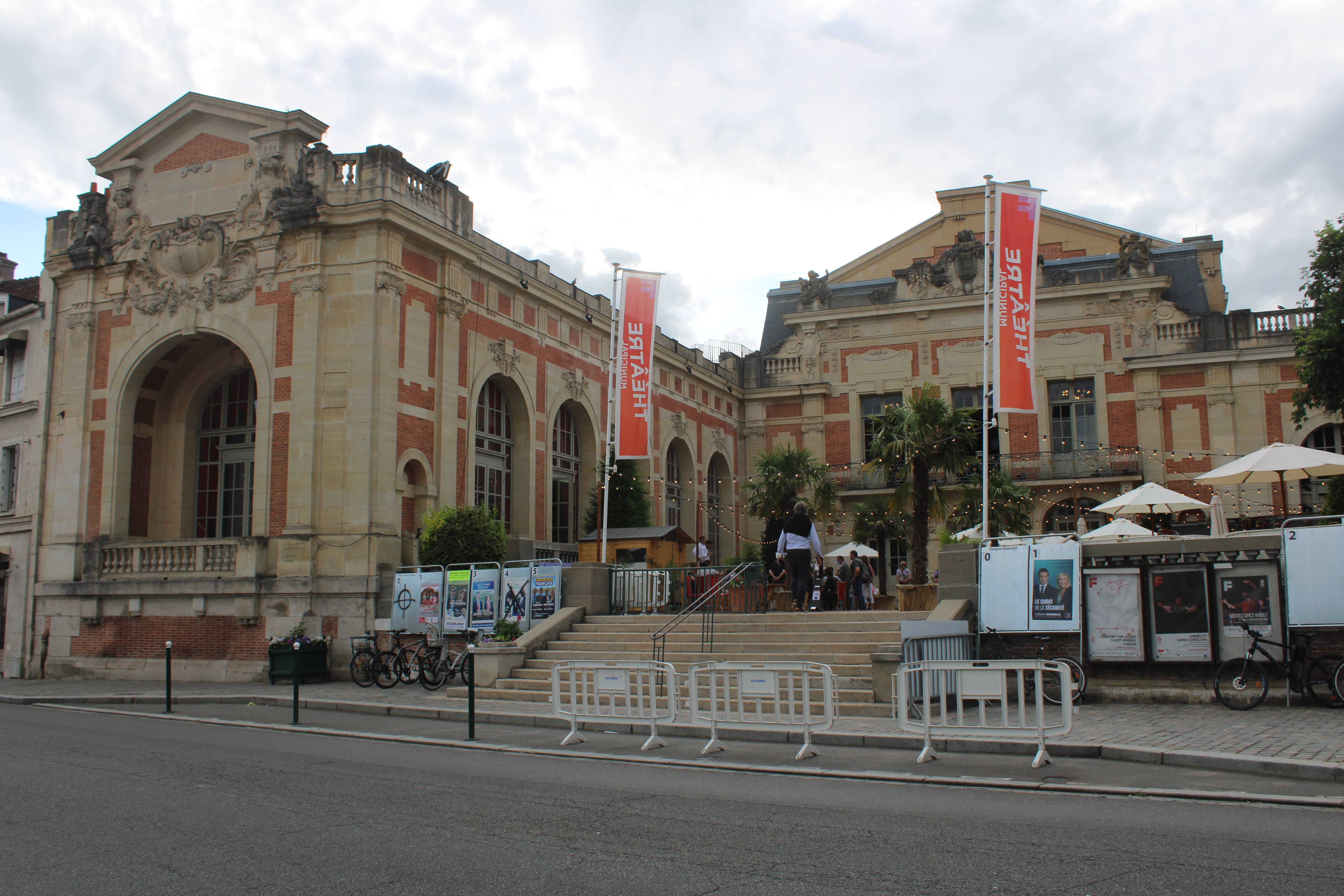
Théâtre municipal de Fontainebleau, en juin 2021.
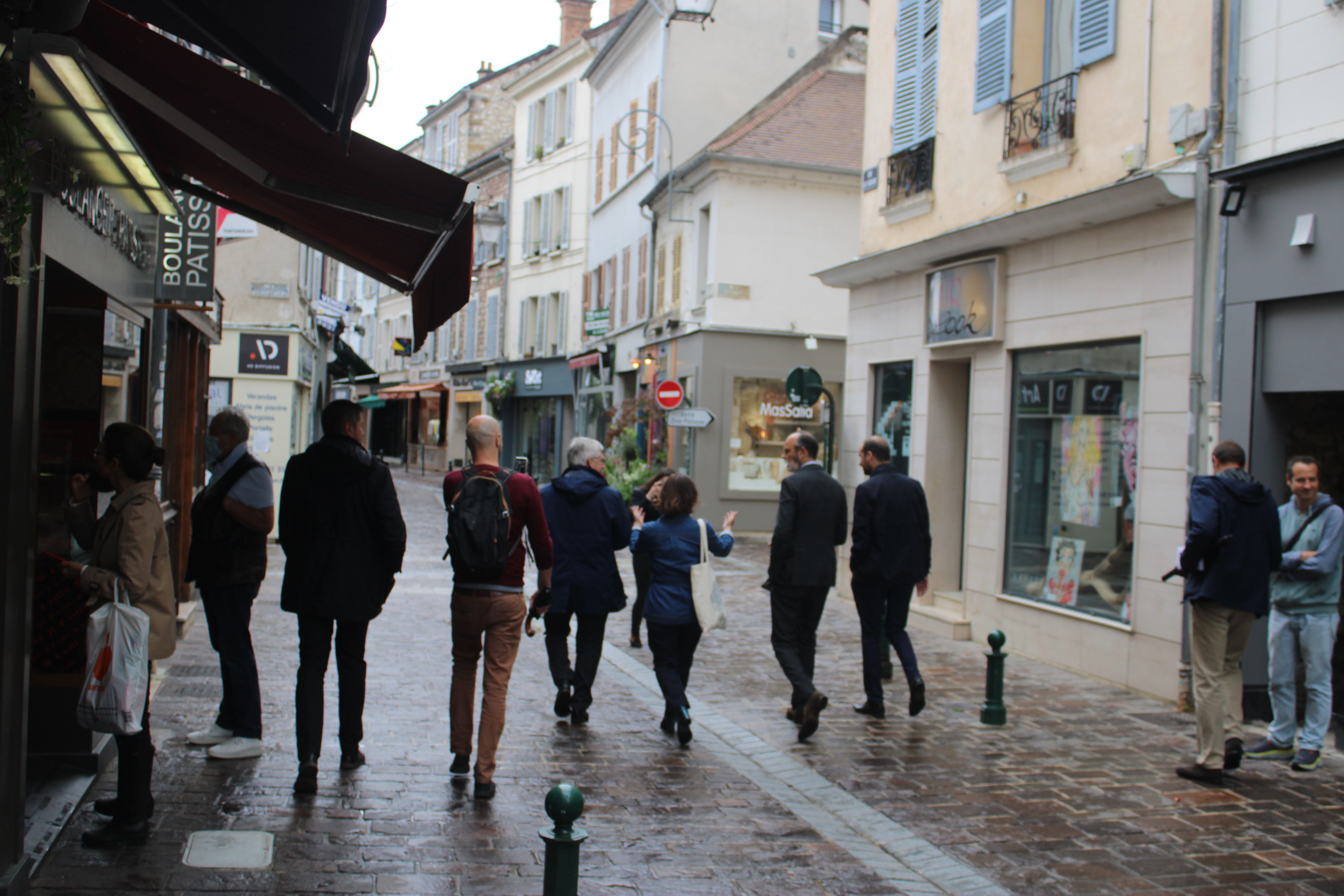
Édouard Philippe, en juin 2021, dans la rues de Fontainebleau, où il fait sa rentrée politique le 29 août de la même année avec des maires « de la droite et du centre »[27].

Dans une interview au quotidien Le Parisien le 8 octobre 2022, Édouard Philippe annonce qu'Horizons compte 19 324 adhérents après un an d'existence.
Le 25 mars 2023, le parti organise son premier congrès au parc floral de Paris,. On y compte plus de 3 000 participants, et la présence d’Élisabeth Borne, François Bayrou et Stéphane Séjourné, ainsi que plusieurs membres du Gouvernement,.

## Positionnement
Catégorisé comme appartenant au centre dans le nuancier officiel du ministère de l'Intérieur, il est aussi classé au centre droit de l’échiquier politique par les médias,,, et à droite selon notamment Le Monde et Libération,,. Horizons affiche quatre priorités lors de sa fondation : la démographie, l'environnement, la géopolitique et la technologie. Ce parti a pour ambition de dépasser le court terme afin de construire une stratégie pour la France, d'où son slogan : « Voir loin pour faire bien »,.

## Organisation

### Historique des dirigeants

#### Présidents
| Portrait | Nom              | Dates du mandat | Dates du mandat | Notes |
| -------- | ---------------- | --------------- | --------------- | --- |
|          | Édouard Philippe | 9 octobre 2021  | en fonction     | Premier ministre sous la présidence d'Emmanuel Macron de 2017 à 2020. Il fonde son propre parti et en devient le président. Maire du Havre (2010-2017 et depuis 2020). |

#### Vice-présidents
| Portrait | Nom                  | Dates du mandat  | Dates du mandat | Notes |
| -------- | -------------------- | ---------------- | --------------- | --- |
|          | Christian Estrosi    | 9 octobre 2021   | en fonction     | Nommé par Édouard Philippe. Il est également président de l'Assemblée des maires au sein du parti. Maire de Nice (2008-2016 et depuis 2017).                                                                              |
|          | Christelle Morançais | 10 décembre 2024 | en fonction     | Nommé par Édouard Philippe à la suite d'un vote des nouveaux statuts. Elle est également présidente de la Commission Nationale d'Investiture du parti. Présidente du conseil régional des Pays de la Loire (depuis 2017). |

#### Secrétaires généraux
| Portrait | Nom              | Dates du mandat | Dates du mandat | Notes |
| -------- | ---------------- | --------------- | --------------- | --- |
|          | Christophe Béchu | 9 octobre 2021  | en fonction     | Nommé par Édouard Philippe. Ministre de la Transition écologique et de la Cohésion des territoires (2022-2024), maire d'Angers (2014-2022 et depuis 2024) |

##### Secrétaires généraux délégués
| Portrait | Nom                   | Fonction                                                                | Dates du mandat | Dates du mandat | Notes |
| -------- | --------------------- | ----------------------------------------------------------------------- | --------------- | --------------- | --- |
|          | Bérangère Abba        | Secrétaire générale déléguée à l'animation territoriale du parti        | septembre 2022  | en fonction     | Nommé par Édouard Philippe. Ancienne Secrétaire d'état chargée de la Biodiversité (2020 - 2022)                                    |
|          | Pierre-Yves Bournazel | Secrétaire général délégué à la structuration du parti et aux élections | septembre 2022  | en fonction     | Nommé par Édouard Philippe. Ancien député (2017-2022, XVe législature) et conseiller de Paris du 18e arrondissement (depuis 2008). |

#### Délégués généraux
| Portrait | Nom          | Dates du mandat | Dates du mandat | Notes                                                     |
| -------- | ------------ | --------------- | --------------- | --------------------------------------------------------- |
|          | Gilles Boyer | 9 octobre 2024  | en fonction     | Nommé par Édouard Philippe. Député européen (depuis 2019) |

#### Trésoriers
| Portrait | Nom              | Dates du mandat | Dates du mandat | Notes |
| -------- | ---------------- | --------------- | --------------- | --- |
|          | François Goulard | 9 octobre 2021  | en fonction     | Nommé par Édouard Philippe. Ancien Ministre délégué à l'Enseignement supérieur et de la Recherche (2005-2007) |

#### Responsables de pôle
| Portrait | Nom                   | Pôle                        | Notes                                                                                                  |
| -------- | --------------------- | --------------------------- | --- |
|          | Nathalie Loiseau      | Pôle Europe/International   | Ancienne ministre des Affaires européennes (2017-2019), députée européenne (depuis 2019)               |
|          | Philippe Augier       | Pôle Comités municipaux     | Maire de Deauville (depuis 2001)                                                                       |
|          | Tokia Saïfi           | Pôle Français de l'étranger | Ancienne Secrétaire d'État chargée du Développement durable (2002-2004)                                |
|          | Pierre-Yves Bournazel | Pôle Élections              | Ancien député (2017-2022, XVe législature) et conseiller de Paris du 18e arrondissement (depuis 2008). |
|          | Marine Cazard         | Pôle Jeunes                 | |

### Référents régionaux
- Alexandre Vincendet, Auvergne-Rhône-Alpes
- Alain Chrétien, Bourgogne-Franche-Comté
- Ronan Loas, Bretagne
- Henri Alfandari, Centre-Val de Loire
- Laurent Marcangeli, Corse
- Arnaud Robinet, Grand Est
- Laurent Degallaix, Hauts-de-France
- Delphine Bürkli, Île-de-France
- Arnaud Péricard, Île-de-France
- Frédéric Valletoux, Île-de-France
- Laurent Bonnaterre, Normandie
- Xavier Bonnefont, Nouvelle-Aquitaine
- Stéphanie Guiraud-Chaumeil, Occitanie
- Luc Bouard, Pays de la Loire
- Anthony Borré, Provence-Alpes-Côte d'Azur

## Résultats électoraux

### Élections législatives
| Année | 1er tour   | 1er tour | Rang | 2d tour   | 2d tour | Sièges   | Gouvernement    |
| Année | Voix       | %        | Rang | Voix      | %       | Sièges   | Gouvernement    |
| ----- | ---------- | -------- | ---- | --------- | ------- | -------- | --------------- |
| 2022a | 648 312    | 2,85     | 9e   | 814 492   | 3,93    | 30 / 577 | Borne, Attal    |
| 2024a | 1 169 852b | 3,65     | 9e   | 1 270 368 | 4,66    | 27 / 577 | Barnier, Bayrou |

a Au sein d'Ensemble.
b Le parti a peut-être obtenu en réalité une voix de moins, le score exact est incertain en raison d'une erreur de dépouillement dans un bureau de vote.

### Élections européennes
| Année | Voix      | %     | Rang | Sièges | Groupe |
| ----- | --------- | ----- | ---- | ------ | ------ |
| 2024a | 3 614 555 | 14,60 | 2e   | 2 / 81 | RE     |

a Liste commune avec Renaissance (5 sièges), le Mouvement démocrate (4 sièges), l'UDI (1 siège) et le Parti radical avec 1 élu sans étiquette.

## Membres notables
À l'exception des députés de la XVIe législature, aucun des élus indiqués dans cette section n'a été élu sous l'étiquette « Horizons », puisque ce parti n'existait pas au moment des élections législatives de 2017, des élections européennes de 2019, des élections municipales de 2020 et des élections régionales et départementales de 2021. À noter que les députés élus en 2022 portaient principalement la bannière d'Ensemble, une coalition rassemblant les différents partis soutenant Emmanuel Macron.

### Membres du gouvernement

#### Gouvernement Borne (2022-2024)
- Christophe Béchu, ministre de la Transition écologique et de la Cohésion des Territoires
- Agnès Firmin-Le Bodo, ministre déléguée auprès du ministre de la Santé et de la Prévention, chargée de l'Organisation territoriale et des Professions de santé, puis ministre de la Santé et de la Prévention, ministre chargée de l'Organisation territoriale et des Professions de santé[38]
- Charlotte Caubel, secrétaire d'État auprès de la Première ministre, chargée de l'Enfance

#### Gouvernement Attal (2024)
- Christophe Béchu, ministre de la Transition écologique et de la Cohésion des Territoires
- Frédéric Valletoux, ministre délégué auprès de la ministre du Travail, de la Santé et des Solidarités, chargé de la Santé et de la Prévention.

#### Gouvernement Barnier (septembre 2024-décembre 2024)
- Paul Christophe, Ministre des Solidarités, de l’Autonomie et de l’Égalité entre les femmes et les hommes.
- Charlotte Parmentier, Ministre déléguée auprès du Ministre des Solidarités, de l’Autonomie et de l’Égalité entre les femmes et les hommes , chargée des Personnes en situation de handicap.
- Marie-Agnès Poussier-Winsback, Ministre déléguée auprès du Ministre de l'Économie et des Finances chargée de l’Économie sociale et solidaire, de l’Intéressement et de la Participation.

### Parlementaires

#### Députés de laXVelégislature
| Nom | Nom                   | Groupe                                  | Groupe                  | Circonscription                |
| --- | --------------------- | --------------------------------------- | ----------------------- | ------------------------------ |
|     | Pierre-Yves Bournazel |                                         | Agir ensemble           | 18e circonscription de Paris   |
|     | Agnès Firmin-Le Bodo  | 7e circonscription de la Seine-Maritime | Agir ensemble           |                                |
|     | Loïc Kervran          | 3e circonscription du Cher              | Agir ensemble           |                                |
|     | Aina Kuric            | 2e circonscription de la Marne          | Agir ensemble           |                                |
|     | Luc Lamirault         | 3e circonscription d'Eure-et-Loir       | Agir ensemble           |                                |
|     | Alexandra Louis       | 3e circonscription des Bouches-du-Rhône | Agir ensemble           |                                |
|     | Valérie Petit         | 9e circonscription du Nord              | Agir ensemble           |                                |
|     | Lise Magnier          | 4e circonscription de la Marne          | Agir ensemble           |                                |
|     | Julien Borowczyk      |                                         | La République en marche | 6e circonscription de la Loire |
|     | François Jolivet      | 1re circonscription de l'Indre          | La République en marche |                                |
|     | Thomas Mesnier        | 1re circonscription de la Charente      | La République en marche |                                |
|     | Cendra Motin          | 6e circonscription de l'Isère           | La République en marche |                                |
|     | Naïma Moutchou,       | 4e circonscription du Val-d'Oise        | La République en marche |                                |

#### Députés de laXVIelégislature
Voici la liste des membres de Horizons au sein de l'Assemblée nationale au 12 mars 2024.
À noter que Jean-François Portarrieu est membre du groupe Horizons et indépendants mais n'est pas membre du parti.
Le 9 mars 2024, Frédéric Valletoux devenu ministre est remplacé par sa suppléante Juliette Vilgrain. Le jour suivant Xavier Albertini est nommé porte-parole du groupe.
| Nom | Nom                           | Groupe                                     | Groupe                          | Circonscription | Notes |
| --- | ----------------------------- | ------------------------------------------ | ------------------------------- | --- | --- |
|     | Xavier Albertini              |                                            | Groupe Horizons et indépendants | 1re circonscription de la Marne                                                                                    | Vice-président de la commission des Affaires économiques Porte-parole du Groupe Horizons et indépendants |
|     | Henri Alfandari               | 3e circonscription d'Indre-et-Loire        | Groupe Horizons et indépendants | | |
|     | Xavier Batut                  | 10e circonscription de la Seine-Maritime   | Groupe Horizons et indépendants | | |
|     | Béatrice Bellamy              | 2e circonscription de la Vendée            | Groupe Horizons et indépendants | | |
|     | Thierry Benoit                | 6e circonscription d'Ille-et-Vilaine       | Groupe Horizons et indépendants | | |
|     | Bertrand Bouyx                | 5e circonscription du Calvados             | Groupe Horizons et indépendants | Président de la délégation française à l'Assemblée parlementaire du Conseil de l'Europe                            | |
|     | Paul Christophe               | 14e circonscription du Nord                | Groupe Horizons et indépendants | Vice-président de la commission des Affaires sociales                                                              | |
|     | Agnès Firmin-Le Bodo          | 7e circonscription de la Seine-Maritime    | Groupe Horizons et indépendants | Ancienne ministre de la Santé du Gouvernement Borne                                                                | |
|     | Félicie Gérard                | 7e circonscription du Nord                 | Groupe Horizons et indépendants | | |
|     | François Gernigon             | 1re circonscription de Maine-et-Loire      | Groupe Horizons et indépendants | | |
|     | Pierre Henriet                | 5e circonscription de la Vendée            | Groupe Horizons et indépendants | Président puis 1er vice-président de l'Office parlementaire d'évaluation des choix scientifiques et technologiques | |
|     | François Jolivet              | 1re circonscription de l'Indre             | Groupe Horizons et indépendants | Vice-président de la commission des Finances                                                                       | |
|     | Loïc Kervran                  | 3e circonscription du Cher                 | Groupe Horizons et indépendants | Vice-président de la commission de la Défense national et des Forces armées                                        | |
|     | Stéphanie Kochert             | 8e circonscription du Bas-Rhin             | Groupe Horizons et indépendants | | |
|     | Luc Lamirault                 | 3e circonscription d'Eure-et-Loir          | Groupe Horizons et indépendants | | |
|     | Anne Le Hénanff               | 1re circonscription du Morbihan            | Groupe Horizons et indépendants | | |
|     | Didier Lemaire                | 3e circonscription du Haut-Rhin            | Groupe Horizons et indépendants | | |
|     | Lise Magnier                  | 4e circonscription de la Marne             | Groupe Horizons et indépendants | | |
|     | Laurent Marcangeli            | 1re circonscription de la Corse-du-Sud     | Groupe Horizons et indépendants | Président du groupe Horizons et indépendants                                                                       | |
|     | Naïma Moutchou                | 4e circonscription du Val-d'Oise           | Groupe Horizons et indépendants | Troisième vice-présidente de l'Assemblée nationale                                                                 | |
|     | Jérémie Patrier-Leitus        | 3e circonscription du Calvados             | Groupe Horizons et indépendants | | |
|     | Christophe Plassard           | 5e circonscription de la Charente-Maritime | Groupe Horizons et indépendants | | |
|     | Marie-Agnès Poussier-Winsback | 9e circonscription de la Seine-Maritime    | Groupe Horizons et indépendants | Vice-présidente du groupe Horizons et indépendants                                                                 | |
|     | Philippe Pradal               | 3e circonscription des Alpes-Maritimes     | Groupe Horizons et indépendants | | |
|     | Isabelle Rauch                | 9e circonscription de la Moselle           | Groupe Horizons et indépendants | Présidente de la commission des Affaires culturelles et de l'Éducation                                             | |
|     | Vincent Thiébaut              | 9e circonscription du Bas-Rhin             | Groupe Horizons et indépendants | | |
|     | Juliette Vilgrain             | 2e circonscription de Seine-et-Marne       | Groupe Horizons et indépendants | Suppléante de Frédéric Valletoux                                                                                   | |
|     | André Villiers                | 2e circonscription de l'Yonne              | Groupe Horizons et indépendants | | |
|     | Anne-Cécile Violland          | 5e circonscription de la Haute-Savoie      | Groupe Horizons et indépendants | Secrétaire de la commission du Développement durable et de l'Aménagement du territoire                             | |
|     | Denis Bernaert                |                                            | Groupe Renaissance              | 4e circonscription des Yvelines                                                                                    | Suppléant de Marie Lebec                                                                                 |

#### Sénateurs
Le parti Horizons compte actuellement dix sénateurs, divisés en deux groupes : huit sont membres du groupe Les Indépendants - République et territoires, dont le président est le sénateur de l'Allier Claude Malhuret (Horizons), et deux sont membres du groupe Union centriste, présidé par Hervé Marseille (UDI).
Le sénateur Joël Guerriau, membre du groupe LIRT depuis 2017 et adhérent Horizons depuis 2022 est suspendu du groupe et du parti à la suite de sa mise en examen en novembre 2023.
| Nom | Nom                  | Groupe         | Groupe                                       | Circonscription                                                                                                  | Notes                                        |
| --- | -------------------- | -------------- | -------------------------------------------- | --- | -------------------------------------------- |
|     | Emmanuel Capus       |                | Les Indépendants – République et territoires | Maine-et-Loire                                                                                                   | Vice-président de la commission des Finances |
|     | Cédric Chevalier     | Marne          | Les Indépendants – République et territoires | Vice-président de la commission de l'Aménagement du territoire et du Développement durable                       |                                              |
|     | Jean-Pierre Grand    | Hérault        | Les Indépendants – République et territoires | |                                              |
|     | Vincent Louault      | Indre-et-Loire | Les Indépendants – République et territoires | |                                              |
|     | Claude Malhuret      | Allier         | Les Indépendants – République et territoires | Président du groupe Les Indépendants – République et territoires                                                 |                                              |
|     | Pierre Médevielle    | Haute-Garonne  | Les Indépendants – République et territoires | Vice-président de la commission des Affaires économiques                                                         |                                              |
|     | Pierre-Jean Verzelen | Seine-et-Marne | Les Indépendants – République et territoires | |                                              |
|     | Louis Vogel          | Seine-et-Marne | Les Indépendants – République et territoires | Membre de l'Académie des sciences morales et politiques Vice-président de la commission des Affaires européennes |                                              |
|     | Édouard Courtial     |                | Union centriste                              | Oise |                                              |
|     | Franck Dhersin       | Nord           | Union centriste                              | |                                              |

#### Députés européens
| Nom | Nom              | Groupe | Groupe       | Notes |
| --- | ---------------- | --- | ------------ | --- |
|     | Nathalie Loiseau | | Renew Europe | Ancienne ministre des Affaires européennes du Gouvernement Philippe II. Présidente de la sous-commission sécurité et défense du Parlement européen. |
|     | Gilles Boyer,    | Ancien conseiller d'Édouard Philippe. Vice-président de la commission du contrôle bugétaire du Parlement européen. | Renew Europe | |

### Élus locaux
- Édouard Philippe, maire du Havre.
- Delphine Bürkli, maire du 9e arrondissement de Paris[64].
- Arnaud Robinet, maire de Reims[65].
- Patrick de Carolis, maire d’Arles[66] et président de la Communauté d'agglomération Arles-Crau-Camargue-Montagnette
- Stéphane Sbraggia, maire d'Ajaccio.
- Christian Estrosi, maire de Nice[67].
- Arnaud Péricard, maire de Saint-Germain-en-Laye[68]
- Xavier Bonnefont, maire d'Angoulême[48].
- Luc Bouard, maire de La Roche-sur-Yon[69].
- Kadir Mebarek, maire de Melun.
- Franck Raynal, maire de Pessac.
- Stéphanie Guiraud-Chaumeil, maire d'Albi[70].
- Laurent Degallaix, maire de Valenciennes[71].
- Pierre Cuny, maire de Thionville[72].
- David Robo, maire de Vannes[73].
- Nicolas Méary, maire de Brétigny-sur-Orge[74].
- Ronan Loas, maire de Ploemeur[75].
- Grégoire de Lasteyrie, maire de Palaiseau[76].
- Frédérique Lardet, présidente de l'agglomération du Grand Annecy[77].
- Christelle Morançais, présidente du conseil régional des Pays de la Loire.
- Arnaud Viala, président du conseil départemental de l'Aveyron.